# Jürgen Kurths

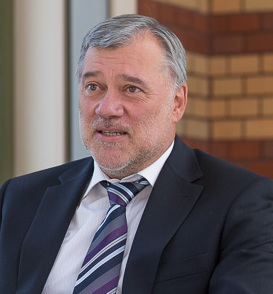
Jürgen Kurths am Potsdam-Institut für Klimafolgenforschung.

Jürgen Kurths (* 11. März 1953 in Arendsee (Altmark)) ist ein deutscher Physiker und Mathematiker.
Kurths leitete gemeinsam mit Anders Levermann die Forschungsabteilung für Komplexitätsforschung am Potsdam-Institut für Klimafolgenforschung (PIK), in der er seit seinem Ruhestand als Senior Advisor tätig ist. Er war bis 2021 Professor für theoretische Physik an der Humboldt-Universität zu Berlin. Außerdem hielt er einen „Sixth Century Chair“ am Institut für komplexe Systeme und mathematische Biologie (ICSMB) an der Universität Aberdeen. 
Er gilt als Experte auf dem Gebiet der Analyse komplexer Systeme und Phasensynchronisation, u. a. mit Methoden der Theorie komplexer Netzwerke. Er ist Autor von etwa 1000 wissenschaftlichen Artikeln (Stand Dezember 2019) und acht Büchern auf den Gebieten Klimatologie, Zeitreihenanalyse, Physiologie und Ingenieurwissenschaften.
Er wird von Clarivate Analytics zu den meistzitierten Forschern seines Fachgebietes gezählt.

## Leben
Nach dem Studium der Mathematik in Rostock mit dem Diplom-Abschluss 1975 wurde Kurths 1983 am Zentralinstitut für solar-terrestrische Physik der Akademie der Wissenschaften der DDR in Ost-Berlin promoviert. Danach war er am Zentralinstitut für Astrophysik in Potsdam. 1990/91 war er dort Projektleiter und 1991 habilitierte er sich in theoretischer Physik an der Universität Rostock. In den folgenden Jahren wandelten sich seine Forschungsinteressen von der Analyse astrophysikalischer Zeitreihen zur Theorie komplexer Systeme und nichtlinearer Dynamik („Chaostheorie“) und schließlich zur Erdsystemanalyse. 1992 bis 1996 leitete er die Arbeitsgruppe Nichtlineare Dynamik der Max-Planck-Gesellschaft und 1994 erhielt er eine volle Professur in Theoretischer Physik und Nichtlinearer Dynamik an der Universität Potsdam. Dort war er außerdem 1996 bis 1999 Dekan der mathematisch-naturwissenschaftlichen Fakultät und er war Gründungsdirektor des Leibniz-Kolleg Potsdam. 1994 bis 2008 war er außerdem Gründungsdirektor des Interdisciplinary Center for Dynamics of Complex Systems. Der Senat der Brandenburgischen Technischen Universität Cottbus wählte ihn am 7. Juni 2006 zum neuen Präsidenten der BTU, der die Wahl am 13. Juni 2006 annahm, das Amt allerdings nicht antrat. Er begründete diesen Schritt in einer Pressemitteilung der Universität Potsdam damit, dass das Ministerium für Wissenschaft, Forschung und Kultur in Brandenburg seinen Forderungen nach einer besseren finanziellen Ausstattung der BTU Cottbus nicht entgegenkam. 2008 erhielt er eine Professur für Nichtlineare Dynamik an der Humboldt-Universität Berlin und leitete seit dem den Forschungsbereich transdisziplinäre Konzepte und Methoden (seit 2019 Forschungsabteilung Komplexe Systeme) im Potsdam-Institut für Klimafolgenforschung (PIK), wo er insbesondere die Anwendung der Theorie komplexer Netzwerke in der Erdsystemanalyse vorantrieb. Von 2009 bis 2017 lehrte er außerdem an der University of Aberdeen. Seit 2021 ist Kurths Senior Advisor am Potsdam-Institut für Klimafolgenforschung (PIK).
Einfluss hatten seine Beiträge zur Erforschung der Synchronisation von komplexen Systemen sowie zur stochastischen Resonanz verrauschter Systeme. Er war von 2000 bis 2005 Vorsitzender der Nonlinear Processes in Geosciences Division der European Geosciences Union (EGU). Auf sein Wirken hin kam das erste deutsch-brasilianische Graduiertenkolleg zur Analyse dynamischer Prozesse in komplexen Netzwerken zustande, dessen Sprecher er auf deutscher Seite ist.
Kurths ist Mitherausgeber der wissenschaftlichen Fachzeitschriften Chaos, Philosophical Transactions of the Royal Society A, PLOS ONE, European Journal of Physics ST, Journal of Nonlinear Science und Nonlinear Processes in Geophysics.

## Preise und Auszeichnungen
Jürgen Kurths ist Fellow der American Physical Society und Mitglied und lange im Kuratorium der Fraunhofer-Gesellschaft. 2005 gewann er den Alexander von Humboldt-Preis des Council of Scientific and Industrial Research (Indien). Seit 2010 ist er außerdem Mitglied der Academia Europaea und seit 2012 der mazedonischen Akademie der Wissenschaften und Künste. Er erhielt Ehrendoktorwürden der Universitäten von Nischni Nowgorod und Saratow und ist Honorarprofessor der Universität Potsdam und Gastprofessor an der
Southeast University in Nanjing. Im Jahr 2013 erhielt er die Lewis-Fry-Richardson-Medaille. 2021 wurde Kurths in die Royal Society of Edinburgh gewählt.

## Publikationen (Auswahl)
- J. Kurths, A. Voss, P. Saparin, A. Witt, H. J. Kleiner, N. Wessel: Quantitative analysis of heart rate variability. In: Chaos: An Interdisciplinary Journal of Nonlinear Science. 5. Jahrgang, Nr. 1. AIP Publishing, 1995, ISSN 1054-1500, S. 88–94, doi:10.1063/1.166090, PMID 12780160, bibcode:1995Chaos...5...88K (englisch, nbn-resolving.org).
- Michael G. Rosenblum, Arkady S. Pikovsky, Jürgen Kurths: Phase Synchronization of Chaotic Oscillators. In: Physical Review Letters. 76. Jahrgang, Nr. 11. American Physical Society (APS), 11. März 1996, ISSN 0031-9007, S. 1804–1807, doi:10.1103/physrevlett.76.1804, PMID 10060525, bibcode:1996PhRvL..76.1804R (englisch).
- Arkady S. Pikovsky, Jürgen Kurths: Coherence Resonance in a Noise-Driven Excitable System. In: Physical Review Letters. 78. Jahrgang, Nr. 5. American Physical Society (APS), 3. Februar 1997, ISSN 0031-9007, S. 775–778, doi:10.1103/physrevlett.78.775, bibcode:1997PhRvL..78..775P (englisch).
- Carsten Schäfer, Michael G. Rosenblum, Jürgen Kurths, Hans-Henning Abel: Heartbeat synchronized with ventilation. In: Nature. 392. Jahrgang, Nr. 6673. Springer Science and Business Media LLC, 1998, ISSN 0028-0836, S. 239–240, doi:10.1038/32567, PMID 9521318, bibcode:1998Natur.392..239S (englisch).
- Arkady Pikovsky, M. Rosenblum, J. Kurths: Synchronization : a universal concept in nonlinear sciences. Cambridge University Press, 2001, ISBN 978-0-521-53352-2 (englisch).
- S. Boccaletti, J. Kurths, G. Osipov, D.L. Valladares, C.S. Zhou: The synchronization of chaotic systems. In: Physics Reports. 366. Jahrgang, Nr. 1–2. Elsevier BV, 2002, ISSN 0370-1573, S. 1–101, doi:10.1016/s0370-1573(02)00137-0, bibcode:2002PhR...366....1B (englisch).
- Norbert Marwan, Niels Wessel, Udo Meyerfeldt, Alexander Schirdewan, Jürgen Kurths: Recurrence Plot Based Measures of Complexity and its Application to Heart Rate Variability Data. In: Physical Review E. 66. Jahrgang, Nr. 2, 6. August 2002, ISSN 2470-0045, S. 026702, doi:10.1103/PhysRevE.66.026702, PMID 12241313, arxiv:physics/0201064, bibcode:2002PhRvE..66b6702M (englisch).
- Changsong Zhou, Adilson E. Motter, Jürgen Kurths: Universality in the Synchronization of Weighted Random Networks. In: Physical Review Letters. 96. Jahrgang, Nr. 3, 23. Januar 2006, ISSN 0031-9007, S. 034101, doi:10.1103/physrevlett.96.034101, PMID 16486704, arxiv:cond-mat/0604070, bibcode:2006PhRvL..96c4101Z (englisch).
- N. Marwan, M.C. Romano, M. Thiel, J. Kurths: Recurrence plots for the analysis of complex systems. In: Physics Reports. 438. Jahrgang, Nr. 5–6. Elsevier BV, 2007, ISSN 0370-1573, S. 237–329, doi:10.1016/j.physrep.2006.11.001, arxiv:2501.13933, bibcode:2007PhR...438..237M (englisch).
- P. Van Leeuwen, D. Geue, M. Thiel, D. Cysarz, S. Lange, M. C. Romano, N. Wessel, J. Kurths, D. H. Gronemeyer: Influence of paced maternal breathing on fetal-maternal heart rate coordination. In: Proceedings of the National Academy of Sciences. 106. Jahrgang, Nr. 33, 13. Juli 2009, ISSN 0027-8424, S. 13661–13666, doi:10.1073/pnas.0901049106, PMID 19597150, PMC 2728950 (freier Volltext) – (englisch).
- Norbert Marwan, Jonathan Donges, Yong Zou, Reik Donner, Jürgen Kurths: Complex network approach for recurrence analysis of time series. In: Physics Letters A. 373. Jahrgang, Nr. 46, 9. November 2009, S. 4246–4254, doi:10.1016/j.physleta.2009.09.042, arxiv:0907.3368, bibcode:2009PhLA..373.4246M (englisch).
- J. F. Donges, Y. Zou, N. Marwan, J. Kurths: The backbone of the climate network. In: EPL (Europhysics Letters). 87. Jahrgang, Nr. 4, 1. August 2009, ISSN 0295-5075, S. 48007, doi:10.1209/0295-5075/87/48007, arxiv:1002.2100, bibcode:2009EL.....8748007D (englisch).
- Y. Wu, C. Zhou, J. Xiao, J. Kurths, H. J. Schellnhuber: Evidence for a bimodal distribution in human communication. In: Proceedings of the National Academy of Sciences. 107. Jahrgang, Nr. 44, 19. Oktober 2010, ISSN 0027-8424, S. 18803–18808, doi:10.1073/pnas.1013140107, PMID 20959414, PMC 2973857 (freier Volltext), bibcode:2010PNAS..10718803W (englisch).
- P.J. Menck, J. Heitzig, N. Marwan, J. Kurths: How basin stability complements the linear-stability paradigm. In: Nature Physics. 9. Jahrgang, Nr. 2. Springer Nature AG & Co. KGaA, 6. Januar 2013, ISSN 1745-2473, S. 89–92, doi:10.1038/nphys2516, bibcode:2013NatPh...9...89M (englisch).
- Y. Zou, R.V. Donner, N. Marwan, J.F. Donges, Jürgen Kurths: Complex network approaches to nonlinear time series analysis. In: Physics Reports. 787. Jahrgang. Elsevier BV, 21. Januar 2019, ISSN 0370-1573, S. 1–97, doi:10.1016/j.physrep.2018.10.005 (englisch).
- N. Boers, B. Goswami, A. Rheinwalt, B. Bookhagen, B. Hoskins, J. Kurths: Complex networks reveal global pattern of extreme-rainfall teleconnections. In: Nature. 566. Jahrgang. Springer Nature AG & Co. KGaA, 30. Januar 2019, ISSN 0028-0836, S. 373–377, doi:10.1038/s41586-018-0872-x (englisch).
- N. Wunderling, J.F. Donges, J. Kurths, R. Winkelmann: Interacting tipping elements increase risk of climate domino effects under global warming. In: Earth System Dynamics. 12. Jahrgang, Nr. 2. Copernicus, 3. Juni 2021, ISSN 2190-4987, S. 601–619, doi:10.5194/esd-12-601-2021 (englisch).